# Apalis ruddi
Apalis ruddi là một loài chim trong họ Cisticolidae.